# Квинт (международная коалиция)
«Квинт» — неформальная группа принятия решений, состоящая из США и стран "Большой четвёрки" Западной Европы (Франция, Германия, Италия и Великобритания). Все страны «Квинт» являются союзниками и членами НАТО, ОЭСР и G7 / G20.
США, Франция и Великобритания обладают ядерным оружием и являются членами Ядерного клуба, а Германия и Италия участвуют в программе обмена ядерным оружием .

## История
Идея трёхсторонней оси по вопросам внешней политики была предложена президентом Франции Шарлем де Голлем в виде Плана Фуше. Однако этот план так и не был реализован. Встречи состоялись примерно в 1980 году между министрами иностранных дел трёх стран (США, Великобритания, Франция) и Западной Германии, но не привели к реальному решению. «Квинт» в её нынешнем виде начиналась как Контактная группа. Сегодня лидеры «Квинт» обсуждают все основные международные темы, участвуя в видеоконференциях или встречаясь друг с другом на различных форумах НАТО, ОБСЕ, G20 и ООН. Пятёрка встречается также на уровне министров и экспертов. Страны пятёрки вместе с Россией и Китаем вместе участвуют в глобальных дискуссиях (как в случае с Сирией) и совместных заявлениях и встречах (как в случае с Ливаном).

## Текущие лидеры правительства
- Франция

Эммануэль Макрон, президент
- Германия

Фридрих Мерц, Федеральный канцлер
- Италия

Джорджа Мелони, премьер-министр
- Великобритания

Кир Стармер, премьер-министр
- США Дональд Трамп, президент